# Permekeroute
De Permekeroute is een toeristische autoroute in Vlaanderen die werd genoemd naar Constant Permeke. De route is bewegwijzerd met zeshoekige blauwwitte borden en is 62 kilometer lang. De autoroute doet Jabbeke, De Haan, Wenduine, Blankenberge aan.